# Nati nel 1923/Giugno
| Questa pagina contiene informazioni ricavate automaticamente dalle voci biografiche con l'ausilio del template Bio e di un bot. L'aggiornamento è periodico e automatico e ricostruisce completamente la pagina. Se manca una persona in questa lista, sei pregato di non aggiungerla, ma accertati piuttosto che la sua voce biografica contenga il template Bio e che i dati anagrafici siano correttamente compilati. Se il template Bio manca, inseriscilo tu stesso o, in alternativa, metti l'avviso {{tmp\|Bio}} che ne segnala la mancanza. Se i dati riportati sono sbagliati, correggi direttamente la voce biografica; le modifiche saranno visibili in questa lista entro pochi giorni. Per chiarimenti vedi il progetto biografie. La lista contiene solo le 165 persone che sono citate nell'enciclopedia e per le quali è stato implementato correttamente il template Bio. Pagina aggiornata al 26 lug 2025. |

- 1º giugno - Antal Bánkuti, cestista ungherese († 2001)
- 1º giugno - Jean Grumellon, calciatore francese († 1991)
- 1º giugno - Gina Moncigoli, partigiana italiana († 2011)
- 1º giugno - Sergio Mulitsch di Palmenberg, imprenditore e filantropo italiano († 1987)
- 1º giugno - Achille Pace, pittore italiano († 2021)
- 1º giugno - Luigi Antonio Tami, antifascista e partigiano italiano († 1944)
- 1º giugno - Eugène Vaulot, militare francese († 1945)
- 1º giugno - Leonid Šamkovič, scacchista russo († 2005)
- 2 giugno - Mario De Biasi, fotografo italiano († 2013)
- 2 giugno - Antonio Filograna, imprenditore e dirigente sportivo italiano († 2011)
- 2 giugno - Lloyd Stowell Shapley, matematico e economista statunitense († 2016)
- 2 giugno - Margot Trooger, attrice tedesca († 1994)
- 3 giugno - Franca Barbier, militare italiana († 1944)
- 3 giugno - Erika Böhm-Vitense, astrofisica tedesca († 2017)
- 3 giugno - Elio Canonico, calciatore italiano
- 3 giugno - Milly Corinaldi, attrice italiana († 2006)
- 3 giugno - Aldo Falzotti, calciatore italiano († 1998)
- 3 giugno - Jim McGee, cestista irlandese († 1998)
- 3 giugno - Igor' Rostislavovič Šafarevič, matematico sovietico († 2017)
- 3 giugno - Petăr Simanov, cestista e allenatore di pallacanestro bulgaro
- 3 giugno - Benito Stirpe, imprenditore italiano († 2008)
- 3 giugno - Marik Vos-Lundh, costumista e scenografa svedese († 1994)
- 4 giugno - Elizabeth Jolley, scrittrice britannica († 2007)
- 4 giugno - Evelino Marcolini, militare italiano († 2006)
- 4 giugno - Henri Moulins, sollevatore francese († 2009)
- 4 giugno - Masutatsu Ōyama, karateka e scrittore giapponese († 1994)
- 4 giugno - Yuriko, principessa Mikasa, principessa giapponese († 2024)
- 5 giugno - Jorge Daponte, pilota automobilistico argentino († 1963)
- 5 giugno - Vladimir Firm, calciatore jugoslavo († 1996)
- 5 giugno - Edith Fischhof Gilboa, giornalista e scrittrice austriaca
- 5 giugno - Yona Friedman, architetto, designer e urbanista ungherese († 2020)
- 5 giugno - Bertil Haase, pentatleta svedese († 2014)
- 5 giugno - Jesús-Rafael Soto, pittore venezuelano († 2005)
- 6 giugno - Virginia Andrews, scrittrice statunitense († 1986)
- 6 giugno - Ivor Bueb, pilota automobilistico britannico († 1959)
- 6 giugno - Giulia Maria Crespi, imprenditrice e filantropa italiana († 2020)
- 6 giugno - Ferruccio De Michieli Vitturi, politico italiano († 1984)
- 6 giugno - Lia Dell'Ara, coreografa e danzatrice italiana († 2018)
- 6 giugno - René Monory, politico francese († 2009)
- 7 giugno - Jean Baratte, calciatore e allenatore di calcio francese († 1986)
- 7 giugno - Giorgio Belladonna, giocatore di bridge italiano († 1995)
- 7 giugno - Carlo Maesani, calciatore italiano
- 7 giugno - Ezra Sued, calciatore argentino († 2011)
- 7 giugno - Carlos Thompson, attore e scrittore argentino († 1990)
- 8 giugno - Guido Garlato, cestista italiano
- 8 giugno - Karel Goeyvaerts, compositore belga († 1993)
- 8 giugno - Myron Healey, attore statunitense († 2005)
- 8 giugno - Enrico Jacchia, scrittore, giornalista e politico italiano († 2011)
- 8 giugno - Terenzio Zardini, francescano, musicista e compositore italiano († 2000)
- 9 giugno - Gerald Götting, politico tedesco († 2015)
- 9 giugno - Even Hansen, calciatore norvegese († 2016)
- 9 giugno - Benedetto Marzullo, filologo classico e grecista italiano († 2016)
- 9 giugno - Milena Müllerová, ginnasta cecoslovacca († 2009)
- 10 giugno - Neptali Gonzales, politico filippino († 2001)
- 10 giugno - Bob Kap, allenatore di calcio, allenatore di football americano e dirigente sportivo jugoslavo († 2010)
- 10 giugno - Madeleine LeBeau, attrice francese († 2016)
- 10 giugno - Aase Nordmo Løvberg, soprano norvegese († 2013)
- 10 giugno - Robert Maxwell, editore, politico e imprenditore britannico († 1991)
- 10 giugno - Carlo Pavesi, schermidore italiano († 1995)
- 10 giugno - Antonio Romeo, politico e sindacalista italiano († 1999)
- 10 giugno - Howie Shannon, cestista e allenatore di pallacanestro statunitense († 1995)
- 10 giugno - Teodor Jur'evič Vul'fovič, regista sovietico († 2004)
- 11 giugno - Merv Harris, cestista e allenatore di pallacanestro australiano
- 11 giugno - Arthur Maling, scrittore statunitense († 2013)
- 11 giugno - Mike Todorovich, cestista e allenatore di pallacanestro statunitense († 2000)
- 12 giugno - Juan Arza, calciatore e allenatore di calcio spagnolo († 2011)
- 12 giugno - Vinton Beckett, altista, lunghista e ostacolista giamaicana († 2018)
- 12 giugno - Marta Pan, scultrice ungherese († 2008)
- 12 giugno - Bruna Talluri, partigiana, politica e saggista italiana († 2006)
- 13 giugno - Virgilio Muzzi, fumettista italiano († 2010)
- 14 giugno - Ivan Gubijan, martellista jugoslavo († 2009)
- 14 giugno - Silvia Infantas, cantante e attrice cilena († 2024)
- 14 giugno - Judith Kerr, scrittrice, illustratrice e sceneggiatrice tedesca († 2019)
- 14 giugno - Oldřich Menclík, calciatore cecoslovacco († 2003)
- 14 giugno - Robert Watts, artista statunitense († 1989)
- 15 giugno - Giulio Campanati, arbitro di calcio e imprenditore italiano († 2011)
- 15 giugno - Renée Garilhe, schermitrice francese († 1991)
- 15 giugno - Erland Josephson, attore e regista svedese († 2012)
- 15 giugno - Johnny Most, giornalista statunitense († 1993)
- 15 giugno - Ninian Stephen, giurista e politico australiano († 2017)
- 15 giugno - Jaap van der Veen, cestista olandese († 2022)
- 16 giugno - Marc Cassot, attore e doppiatore francese († 2016)
- 16 giugno - Ghoukas Choubarian, scultore armeno († 2009)
- 16 giugno - Joseph Colombo, mafioso statunitense († 1978)
- 16 giugno - Ron Flockhart, pilota di Formula 1 britannico († 1962)
- 16 giugno - Joseph Lenzi, attore statunitense († 1978)
- 16 giugno - Salvatore Saraceno, diplomatico italiano († 1977)
- 16 giugno - Antonio Siddi, velocista e lunghista italiano († 1983)
- 17 giugno - Enrique Angelelli, vescovo cattolico argentino († 1976)
- 17 giugno - Anthony Bevilacqua, cardinale e arcivescovo cattolico statunitense († 2012)
- 17 giugno - Rafael Franco Reyes, calciatore e allenatore di calcio argentino († 1997)
- 17 giugno - Elroy Hirsch, giocatore di football americano statunitense († 2004)
- 17 giugno - Edward J. Ruppelt, militare statunitense († 1960)
- 17 giugno - Alfeo Zanini, partigiano e politico italiano († 1981)
- 18 giugno - Attilio Cassinelli, illustratore italiano († 2024)
- 18 giugno - Jean Delumeau, storico e saggista francese († 2020)
- 18 giugno - Robert Ellenstein, attore statunitense († 2010)
- 18 giugno - Jack Rawlings, calciatore inglese († 2016)
- 18 giugno - Francesco Sorrentino, giornalista, scrittore e politico italiano († 2001)
- 18 giugno - Antonio Spinosa, scrittore, giornalista e storico italiano († 2009)
- 18 giugno - Attilio Stazio, numismatico italiano († 2010)
- 18 giugno - Abd Allah bin Faysal Al Sa'ud, principe, politico e imprenditore saudita († 2007)
- 19 giugno - Ruth Bondy, scrittrice, giornalista e traduttrice ceca († 2017)
- 19 giugno - Elsa Fiore, cantante italiana († 1963)
- 19 giugno - Ivan Hribovšek, poeta e filologo sloveno († 1945)
- 19 giugno - Colin Jordan, politico inglese († 2009)
- 19 giugno - Július Korostelev, allenatore di calcio e calciatore cecoslovacco († 2006)
- 19 giugno - Marcello Olivi, politico italiano († 2012)
- 19 giugno - Andrés Rodríguez Pedotti, politico e generale paraguaiano († 1997)
- 20 giugno - Marcus Bakker, politico olandese († 2009)
- 20 giugno - Jerzy Nowak, attore, attore teatrale e insegnante polacco († 2013)
- 20 giugno - Giovanni Pozzi, religioso e critico letterario svizzero († 2002)
- 20 giugno - Carlo Squeri, politico italiano († 2010)
- 21 giugno - Luciano Alberici, attore teatrale italiano († 1974)
- 21 giugno - John Compton, attore statunitense († 2015)
- 21 giugno - Bjørn Paulson, altista norvegese († 2008)
- 21 giugno - Werner Welzel, calciatore tedesco orientale († 2001)
- 22 giugno - José Giovanni, scrittore, sceneggiatore e regista francese († 2004)
- 22 giugno - Jack Gregory, velocista britannico († 2003)
- 22 giugno - Rosario La Duca, storico dell'arte italiano († 2008)
- 22 giugno - Attilio Mordini, scrittore e teologo italiano († 1966)
- 22 giugno - John Oldham, cestista, allenatore di pallacanestro e dirigente sportivo statunitense († 2020)
- 22 giugno - Nikos Skylakakīs, cestista greco († 2023)
- 22 giugno - Alessandro Von Mayer, allenatore di calcio e calciatore italiano († 2005)
- 23 giugno - Vladimir Pavlovič Basov, regista, attore e sceneggiatore sovietico († 1987)
- 23 giugno - Franco Cobianchi, attore e sceneggiatore italiano († 1970)
- 23 giugno - Joan Ferrando, cestista spagnolo († 1995)
- 23 giugno - Roberto Guiducci, urbanista, sociologo e ingegnere italiano († 1998)
- 23 giugno - Jerry Rullo, cestista statunitense († 2016)
- 23 giugno - George Russell, pianista, compositore e teorico della musica statunitense († 2009)
- 23 giugno - Heinrich Severloh, militare tedesco († 2006)
- 23 giugno - Giovanni Tamburelli, ingegnere italiano († 1990)
- 23 giugno - Giuseppina Tuissi, partigiana e antifascista italiana († 1945)
- 23 giugno - Michele Valori, urbanista e architetto italiano († 1979)
- 23 giugno - Caspar von Schrenck-Notzing, scrittore e editore tedesco († 2009)
- 24 giugno - Yves Bonnefoy, poeta, traduttore e critico d'arte francese († 2016)
- 24 giugno - Vito Caon, calciatore italiano († 1996)
- 24 giugno - Marc Riboud, fotografo e fotoreporter francese († 2016)
- 24 giugno - Arne Røisland, calciatore norvegese († 1980)
- 24 giugno - Cesare Romiti, dirigente d'azienda, imprenditore e editore italiano († 2020)
- 24 giugno - Virginia Beatrice Smith, avvocato, economista e educatrice statunitense († 2010)
- 25 giugno - Sam Francis, pittore statunitense († 1994)
- 25 giugno - Dorothy Gilman, scrittrice statunitense († 2012)
- 25 giugno - Vatroslav Mimica, regista e partigiano jugoslavo († 2020)
- 26 giugno - Franco Gualdrini, vescovo cattolico italiano († 2010)
- 26 giugno - Enrico Merzoni, calciatore italiano († 1975)
- 26 giugno - Mario Milita, doppiatore e attore italiano († 2017)
- 26 giugno - Ward Williams, cestista statunitense († 2005)
- 26 giugno - Musa'id bin Abd al-Aziz Al Sa'ud, principe saudita († 2013)
- 27 giugno - Jacques Berthier, compositore e organista francese († 1994)
- 27 giugno - Giorgio Carpaneto, poeta e scrittore italiano († 2009)
- 27 giugno - Antonio Ceron, partigiano italiano († 1945)
- 27 giugno - Elmo Hope, pianista, compositore e arrangiatore statunitense († 1967)
- 27 giugno - Reza Naji, generale iraniano († 1979)
- 27 giugno - Gus Zernial, giocatore di baseball statunitense († 2011)
- 28 giugno - Francesco Boneschi, pubblicista, scrittore e poeta italiano († 1989)
- 28 giugno - Daniil Jakovlevič Chrabrovickij, regista sovietico († 1980)
- 28 giugno - Giff Roux, cestista statunitense († 2011)
- 28 giugno - Adolfo Schwelm Cruz, pilota automobilistico argentino († 2012)
- 28 giugno - Vinicio Vecchi, architetto italiano († 2007)
- 29 giugno - Ugo Angelino, alpinista italiano († 2016)
- 29 giugno - Gene Bilbrew, illustratore e fumettista statunitense († 1974)
- 29 giugno - Aldo Riva, allenatore di calcio e calciatore italiano
- 30 giugno - Lucy Knoch, attrice statunitense († 1990)
- 30 giugno - Alessandra Nibbi, egittologa italiana († 2007)